# Хвойник шишконосный
Хво́йник шишконо́сный (лат. Ephedra strobilacea) — вид кустарников рода Хвойник (Ephedra) монотипного семейства Хво́йниковые, или Эфедровые (Ephedraceae).

## Распространение
В природе ареал вида охватывает Средний Восток и Среднюю Азию.
Произрастает в песчаных пустынях.

## Ботаническое описание
Прямостоящий, сильно ветвистый кустарник высотой до 2 м. Кора серая, на старых ветвях мочалистая. Молодые ветви диаметром до 4 мм, часто мутовчатые, серо-зелёные, гладкие или слабо шероховатые, верхние супротивные.
Листья в числе двух—трёх, чешуевидные, заострённые, на половину или на треть внизу спаянные, длиной около 2 мм, по спинке зеленоватые, травянистые, в местах спайки перепончатые.
Двудомное растение. Мужские колоски собраны в головчатые соцветия, расположенные в узлах молодых ветвей, эллиптические, длиной до 5 мм, цветки в числе 4—8, парные или мутовчато-тройчатые; прицветники широкие, длиной до 2 мм, внизу спаянные, коротко заострённые, по краю широко-перепончатые, выгрызенные, тычиночная колонка короткая, мало выставляющаяся, с 5—6 пыльниками. Женские колоски располагаются так же, в узлах молодых ветвей, шаровидные или овальные, скучены в головки, прицветники парные или мутовчато-тройчатые, в числе 5—6 мутовок, свободные, округло-обратнояйцевидные, по краю широко-перепончатые, зубчато-выгрызенные, ресничатые.
Плоды длиной 6—7 мм, с растопыренными, отогнутыми верхушками прицветных чешуек. Семена тёмно-серые или зеленоватые, длиной 5—6 мм, овальные или эллиптические, по спинке слабо-килеватые.
Цветение в мае. Плодоношение в июле.

## Таксономия
Вид Хвойник шишконосный входит в род Хвойник (Ephedra) монотипного семейства Хвойниковые (Ephedrales) монотипного порядка Хвойниковые (Ephedrales).
|                                             |                   |                                               |                        |             |  |  |  |  |                         |  | ещё более 65 видов |
|                                             |                   |                                               |                        |             |  |  |  |  |                         |  |                    |
| монотипный порядок Хвойниковые (Ephedrales) |                   | монотипное семейство Хвойниковые (Ephedrales) |                        | род Хвойник |  |  |  |  |                         |  |                    |
| монотипный порядок Хвойниковые (Ephedrales) |                   |                                               |                        | род Хвойник |  |  |  |  |                         |  |                    |
|                                             | отдел Гнетовидные |                                               |                        |             |  |  |  |  | вид Хвойник шишконосный |  |                    |
|                                             | отдел Гнетовидные |                                               |                        |             |  |  |  |  | вид Хвойник шишконосный |  |                    |
|                                             |                   |                                               | ещё 2 порядка растений |             |  |  |  |  |                         |  |                    |
|                                             |                   |                                               |                        |             |  |  |  |  |                         |  |                    |